# Trévillach
Trévillach (okzitanisch Trevilhac) ist eine französische Gemeinde mit 188 Einwohnern (Stand 1. Januar 2022) im Département Pyrénées-Orientales in der Region Okzitanien. Sie gehört zum Arrondissement Prades und zum Kanton La Vallée de l’Agly.

## Nachbargemeinden
Nachbargemeinden von Trévillach sind Pézilla-de-Conflent und Trilla im Norden, Caramany im Nordosten, Montalba-le-Château im Osten, Rodès im Südosten, Tarerach im Süden, Campoussy im Südwesten, Sournia im Westen sowie Prats-de-Sournia im Nordwesten.

## Bevölkerungsentwicklung
| Jahr      | 1962 | 1968 | 1975 | 1982 | 1990 | 1999 | 2013 |
| Einwohner | 149  | 139  | 137  | 109  | 92   | 76   | 140  |

## Sehenswürdigkeiten
- Befestigte Scheune mit romanischer Kapelle (11. Jahrhundert)
- Ruine des Turms von Roquevert (11. Jahrhundert)
- Mittelalterliche Brücke
- Pfarrkirche (12. Jahrhundert)